# Ansible (軟體)
Ansible是一套軟體工具，其可實現基礎架構即程式碼。它是開源的，並且該套件包括軟體供應、組態管理和應用程式部署等功能。 
Ansible 最初由 Michael DeHaan 编写，並於 2015 年被Red Hat收購，其旨在自動化設定類 Unix系统和Microsoft Windows 的環境。Ansible 是無代理的，藉由透過SSH或允许PowerShell執行的Windows 遠端管理機制來建立臨時遠端連線。 Ansible 的控制節點在大多数已安裝Python的類 Unix 系统上執行，亦包含安装了WSL的 Windows系統。 系统組態部分是透過使用它自己的宣告式語言来定義的。

## 歷史
"ansible"一詞是由Ursula K. Le Guin在她 1966 年的小說Rocannon 的世界中所創造的，指的是虛構的即時通訊系統。  
Ansible 工具是由供應伺服器應用程式Cobbler的作者與用於遠端管理的Fedora 統一網路控制器(Func) 框架其合著者 Michael DeHaan 所開發。 
Ansible, Inc. (原 AnsibleWorks, Inc.) 是由 Michael DeHaan、Timothy Gerla 和 Saïd Ziouani 於 2013 年所創立的公司，旨在為 Ansible 提供商業支持和贊助。    紅帽公司 於2015 年 10 月收購了 Ansible。  
Ansible 被包含在Red Hat所擁有的 Fedora Linux 發行版中，也可透過 Extra Packages for Enterprise (EPEL) 套件用於Red Hat Enterprise Linux、CentOS、openSUSE、SUSE Linux Enterprise、Debian、Ubuntu、Scientific Linux和Oracle Linux以及其他作業系统。 

## 架構

### 概述
Ansible 藉由選擇以簡單的 ASCII 文字檔案來儲存的部分 Ansible 存儲庫來幫助管理多台設備。存儲庫是可配置的，而目標機器的存儲庫可以動態取得，也可以從雲端服務中不同檔案格式 (YAML、INI)的來源中取得。 
從 2014 年以來，敏感資料可以使用 Ansible Vault 儲存在加密文件中。與其他流行的組態管理軟體 (如Chef 、 Puppet 、 Salt和CFEngine) 相比，Ansible 使用無代理架構，亦即 Ansible 軟體無須在控制節點上正常運行，甚至無須安裝在控制節點上。Ansible 藉由透過 SSH 臨時在節點上安裝和執行模組來管理節點。在執行一個管理任務期間，執行模組的行程使用基於JSON的協定在其標準輸出入界面來與被控制的機器溝通。當 Ansible 不管理節點時，因為沒有執行任何後台程式或安裝任何軟體。 ，它不會消耗節點上的資源

#### 相依套件
Ansible 要求在所有被管理的機器上安裝Python ，包含pip套件管理器、組態管理軟體以及其相依套件。受控網路設備不需要額外的相依套件，並且是無代理狀態的。 

### 控制節點
控制節點 (主控主機) 主要是在管理 (協調) 目標機器（稱為 "存儲庫" 的節點，見下文）的運作。 控制節點僅適用於Linux等作業系統，不支援Windows作業系統。其允許多個控制節點。 Ansible 不需要單一控制機器來進行協調管理，其確保可用簡單的方式來做災難復原。節點是由控制節點透過SSH來管理。

### 設計目標
Ansible 的設計目標包括：
- 本質上為最小。管理系统對環境不應該施加額外的相依套件。 [17]
- 一致性。使用 Ansible 應該能夠建置有一致性的多個環境。
- 安全。 Ansible 不會佈署代理程式到節點，受控節點上只需要OpenSSH和Python 。 [17] [21]
- 可靠的。如果小心地撰寫程式，Ansible playbook腳本檔案可以是幂等的，以防止對受控系統產生意外的副作用。 [22]然而想要编写非幂等的playbook腳本檔案是可以的。
- 僅需要最少的學習。 Playbook 使用基於YAML和Jinja 模板的簡單敘述性語言。

### 模組
模組大多是獨立的，可以用標準腳本语言 (如 Python、Perl、Ruby、Bash 等) 來撰寫。模組的指導目標之一是幂等性，這意味著即使多次重複操作 (例如從系統錯誤中復原時)，它也會始终將系統置於相同的狀態。 

### 儲存庫配置
目標節點的位置是透過 (在 Linux 系統上) 位於 /etc/ansible/hosts 的清單配置列表 (INI或YAML格式) 來指定。 配置文件列出了 Ansible 可訪問的每個節點的 IP 地址或主機名稱。此外，可以用群組的方式來分配節點。 

以下是一份範例清單 (INI 格式)：
```
192.168.6.1

[webservers]

foo.example.com

bar.example.com

```

此配置文件指定了三個節點：第一個節點由 IP 地址指定，後兩個節點由主機名稱來指定。此外，後兩個節點被分配給 webservers 群組。
Ansible 還可以使用自定義的動態清單脚本，該脚本可以從不同的系統中動態取得資料，並支援以群組來分配群組。 

### Playbook 腳本
Playbook 腳本是內含任務列表的YAML文件，其用於在受控節點上重複 執行。  每個 Playbook 都將一組主機映射 (關聯) 到一組角色。每個角色都由對 Ansible 任務的呼叫來表示。 

### Ansible 自动化平台
Ansible 自动化平台 (Ansible Automation Platform) 是一个REST API 、 Web 服务和基于 Web 的界面（应用程序），旨在使具有广泛 IT 技能的人更容易使用 Ansible。它是一个由多个组件组成的平台，包括开发人员工具、操作界面以及自动化網路，以实现跨数据中心的大规模自动化任务。 AAP 是 Red Hat, Inc. 支持的商业产品，但衍生了 17 个以上的上游开源项目，包括 AWX 上游项目 (Ansible Tower 衍生自該項目的前身)，该项目自 2017 年 9 月开始开源。    
还有另一个 Tower 的开源替代品Semaphore ，它是用Go编写的。  

## 平台支援
控制机器必须是 Linux/Unix 主机（例如BSD 、 CentOS 、 Debian 、 macOS 、 Red Hat Enterprise Linux 、 SUSE Linux Enterprise 、 Ubuntu ，并且需要 Python 2.7 或 3.5。 
托管节点（如果它们是类 Unix）必须具有 Python 2.4 或更高版本。对于使用 Python 2.5 或更早版本的托管节点，还需要python-simplejson套件包。 从 1.7 版本开始，Ansible 还可以管理Windows 节点。 在这种情况下，将使用 WS-Management 协议支持的本机 PowerShell 远程处理，而不是 SSH。
Ansible 可以部署到裸机主机、虚拟机和云环境。 

## AnsibleFest
AnsibleFest 是讓 Ansible 社群用戶、貢獻者等人參加的年度研討會。 
| 年      | 地点                        |
| ------- | --------------------------- |
| 2014    | 加利福尼亚州旧金山          |
| 2015    | 英国伦敦                    |
| 2016 年 | 英国伦敦                    |
| 2016 年 | 加利福尼亚州旧金山          |
| 2016 年 | 布鲁克林，纽约              |
| 2017年  | 英国伦敦                    |
| 2017年  | 旧金山                      |
| 2018    | 德克萨斯州奥斯汀            |
| 2019    | 美国佐治亚州亚特兰大        |
| 2020    | 因COVID-19 大流行而線上舉行 |
| 2021    | 因COVID-19 大流行而線上舉行 |
| 2022    | 伊利诺伊州芝加哥            |
| 2023    | 波士頓                      |

## 外部連結
- 官方网站